# پانتار
پانتار یکی از جزایر کشور اندونزی واقع در سوندای شرقی است.
پانتار بزرگترین جزیره در مجمع‌الجزایر آلور اندونزی، پس از آلور، است.

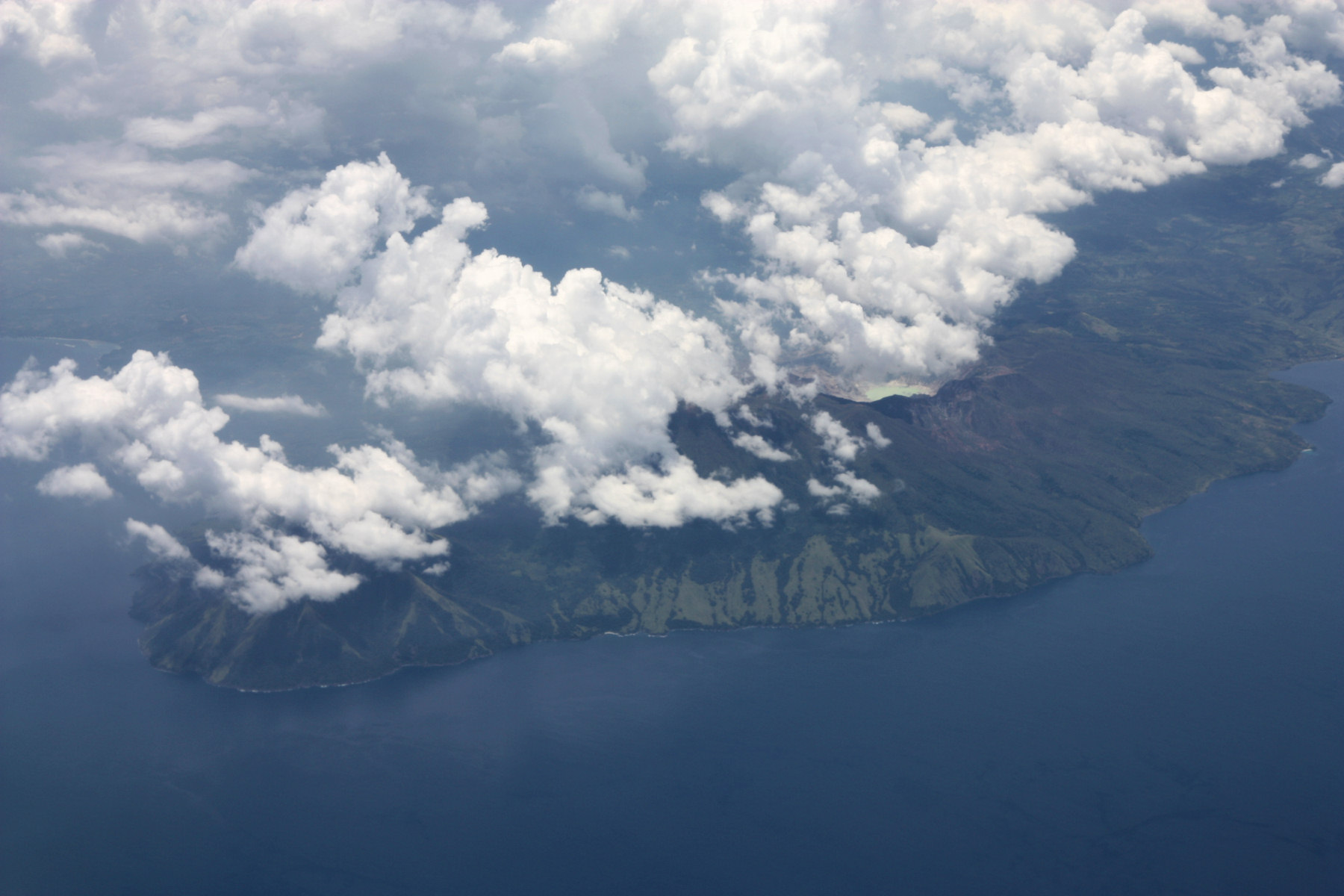

در شرق آن جزیره آلور و سایر جزایر کوچک مجمع‌الجزایر، و در غرب آن تنگه آلور، که آن را از مجمع‌الجزایر سولور جدا می‌کند قرار دارد.
در جنوب آن تنگه اومبای و در ۷۲ کیلومتری جنوب پانتار جزیره تیمور قرار دارد. در شمال پانتار نیز دریای باندا واقع شده‌است.
جزیره پانتار از شمال به جنوب در حدود ۵۰ کیلومتر طول دارد و پهنای آن در جهت شرقی-غربی از ۱۱ تا ۲۹ کیلومتر متفاوت است. مساحت جزیره ۷۲۸ کیلومتر مربع است. شهرهای اصلی در این جزیره بارانوسا و کبیر هستند. از نظر اداری این جزیره بخشی از فرمانداری آلور به‌شمار می‌آید.